# Deutsche Sagen
Deutsche Sagen er eventyr samlet af Brødrene Grimm. De udgav de 585 tysksprogede eventyr i 1816 og 1818. 3. og 4. samling udkom efter deres død.
| Bog | Spire Denne artikel om bøger og tidsskrifter er en spire som bør udbygges. Du er velkommen til at hjælpe Wikipedia ved at udvide den. |